# Mannville
Mannville ist eine Gemeinde im zentralen Westen von Alberta, Kanada, welche seit 1907 den Status eines Dorfes (englisch Village) hat. Es liegt ca. 150 km östlich von Edmonton. Der Ort ist nach Donald Mann benannt, einem Vizepräsidenten der Canadian Northern Railway. Das Dorf liegt am Alberta Highway 16, der Teil des Yellowhead Highways ist.

## Söhne und Töchter der Stadt
- Kyle Calder (* 1979), Eishockeyspieler
- Erving Goffman (1922–1982), Soziologe
- Mike Rathje (* 1974), Eishockeyspieler
- Miles Zaharko (* 1957), Eishockeyspieler